# Premio Kadare
El Premio Kadare (sq:Çmimi Kadare), establecido en 2015, es un premio literario otorgó anualmente a una obra por un autor albanés. Está nombrado en honor del escritor albanés Ismail Kadare. Los ganadores están otorgados 10,000 euros.

## Palmarés
| Año  | Autor         | Título                                | Género(s) | País           |
| ---- | ------------- | ------------------------------------- | --------- | -------------- |
| 2015 | Rudolf Marku  | Los Tres Divorcios de Señor Viktor N. | Novela    | Reino Unido    |
| 2016 | Shkëlqim Çela | Embriologia                           | Novellas  | Estados Unidos |
| 2017 | Musa Ramadani | El Profeta de Praga                   | Novela    | Kosovo         |
| 2018 | Virgjil Muçi  | Pirámide de almas                     | Novela    | Albania        |